# Äiamaa
Äiamaa är en ort i Estland. Den ligger i Türi kommun och landskapet Järvamaa, i den centrala delen av landet, 90 km sydost om huvudstaden Tallinn. Äiamaa ligger 64 meter över havet och antalet invånare är 108.
Terrängen runt Äiamaa är mycket platt, och sluttar västerut. Runt Äiamaa är det mycket glesbefolkat, med 6 invånare per kvadratkilometer. Närmaste större samhälle är Paide, 11,8 km norr om Äiamaa. I omgivningarna runt Äiamaa växer i huvudsak blandskog.